# 清水博之
清水 博之（しみず ひろゆき、1971年7月19日 - ）は、広島県呉市出身の元ハンドボール選手、指導者。
2012年から2016年までハンドボール全日本男子代表監督。

## 来歴
広島県立呉昭和高等学校、福岡大学体育学部（1994年卒業）を経て、同年から大同特殊鋼でプレー。1999年選手引退後、コーチ、助監督を経て2007年同チームの監督に就任し2011年まで、ハンドボールの四大タイトル（実業団・国体・全日本総合・日本リーグ）を10度優勝に導き、歴代最多4度の日本リーグ最優秀監督賞を受賞した。2012年10月、ハンドボール全日本男子代表監督に就任した。大同特殊鋼の総監督と日本代表監督を兼任していた。